# Hjælp de ældre
Hjælp de ældre er en dansk oplysningsfilm fra 1971 instrueret af Hans Kristensen og efter manuskript af Hans Christensen.

## Handling
Filmen opfordrer til at vise hensyn til ældre trafikanter. I takt med at deres syn forringes, og reaktionsevnen er nedsat, samtidig med at trafikken øges, må alle nære omsorg og passe på de ældre i trafikken.